# 交響曲第62番 (ハイドン)
交響曲第62番 ニ長調 Hob. I:62 は、フランツ・ヨーゼフ・ハイドンが1780年に作曲した交響曲。

## 概要
ジェームズ・ウェブスターによれば、1780年12月のハイドンの手紙に記されている「2つの新しい交響曲」というのがこの曲と第74番のことであり、1780年の終わり頃に書かれたことがわかるという。1781年のクリスマスにヨハン・ユリウス・フンメル（有名なヨハン・ネポムク・フンメルとは無関係）によって、ハイドンの「作品18」として出版された6曲の交響曲の中に含まれている。
第1楽章には、1777年に作曲されたニ長調の序曲（Hob. Ia:7）を再構成して用いている。この序曲は既に第53番『帝国』初版の最終楽章（プレスト）にも用いられていたが、1780年頃に第53番『帝国』の最終楽章は新しいもの（カプリッチョ）に変えられたため、本作の第1楽章に再転用された。このためにハイドンはフルートのパートを書き足している。ハイドンはこの頃に過去の作品を利用していくつかのパスティッチョによる交響曲を書いたが、本作もパスティッチョと呼ばれることがある。

## 編成
フルート、オーボエ2、ホルン2、ファゴット2、弦五部。

## 曲の構成
全4楽章、演奏時間は約21分。通常の交響曲と異なり、全ての楽章が同じ調（ニ長調）で書かれている。
- 第1楽章 アレグロ
2分の2拍子（アラ・ブレーヴェ）、ソナタ形式。
主題は下降分散和音ではじまる。

- 第2楽章 アレグレット
8分の6拍子、ソナタ形式。

通常のハイドンの交響曲では、緩徐楽章の調性がほかの楽章と異なるが、この曲は例外的にニ長調のままである。弱音器をつけたヴァイオリンによって軽やかな主題が演奏され、途中からフルートが加わる。展開部ではヘ長調に変わる。

- 第3楽章 メヌエット - トリオ：アレグレット
かなり素朴な音楽である。トリオではト長調に変わり、ファゴットのソロと弦楽器によってシンコペーションの効いた曲が演奏される。同様のリズムは後に第92番『オックスフォード』のトリオでも使われている[1]。

- 第4楽章 Presto
4分の4拍子、ソナタ形式。

主題は最初の6小節にわたって短3度音程を重ねた調性のはっきりしない楽句にはじまり、それからようやくニ長調らしくなる。途中でモーツァルトの『リンツ交響曲』の第1楽章を思わせるパッセージが現れる。ロンバルド・リズム（英語版）（16分音符+付点8分音符）の使用も特徴的である。再現部では主題の冒頭がチェロに現れる。